# Julio César Vásquez
Julio César Vásquez (* 13. Juli 1966 in Santa Fe, Argentinien) ist ein argentinischer Profiboxer.

## Profikarriere
Der schlagstarke Rechtsausleger Vásquez wurde 1986 in seiner Heimat Profi im Halbmittelgewicht. Er gewann seine ersten 30 Kämpfe, unterlag dann im Mai 1991 dem US-Amerikaner Verno Phillips durch Disqualifikation.
Am 21. Dezember 1992 gelang es ihm in Buenos Aires als zu dieser Zeit in der Weltrangliste Erstplatziertem, den vakanten Junioren-WBA-Titel im Mittelgewicht durch einen Erstrunden-KO über den Japaner Hitoshi Kamiyama, die seinerzeitige Nummer 5 der Weltrangliste, zu gewinnen. Er verteidigte unter anderem gegen Javier Castillejo und Aaron „Superman“ Davis nach Punkten. Gegen den unbekannten Russen Dottujew ging er zweimal zu Boden. Den bis dahin ungeschlagenen „Winky“ Wright schlug er nach Punkten. Vásquez ist bisher der einzige Boxer, der Wright am Boden hatte. Am 4. März 1995 verlor er seinen Titel schließlich an den kleineren Rechtsausleger und Starboxer Pernell Whitaker. Zwar hatte er Whitaker zweimal am Boden, war ansonsten aber chancenlos und unterlag über zwölf Runden deutlich nach Punkten.
Whitaker legte den Titel allerdings schnell wieder nieder; den vakanten Gürtel gewann dann ein weiterer Rechtsausleger, der US-Amerikaner Carl Daniels, gegen den Vásquez dann am 16. Dezember 1995 eine erneute Titelchance erhielt. In dem Kampf gelang ihm in der elften Runde, nach Punkten aussichtslos zurückliegend, noch der KO und damit der zweite Titelgewinn.
Schon im nächsten Kampf ging er allerdings gegen Laurent Boudouani aus Frankreich KO. Er boxte danach noch weiter, konnte allerdings nie wieder an alte Leistungen anknüpfen. So unterlag er unter anderem 2001 dem Briten Robin Reid und 2004 dem späteren russischen WBO-Titelträger Denis Inkin.
1994 wurde Vásquez als Argentiniens Sportler des Jahres (Olimpia de Oro) ausgezeichnet.